# Charles Brauer

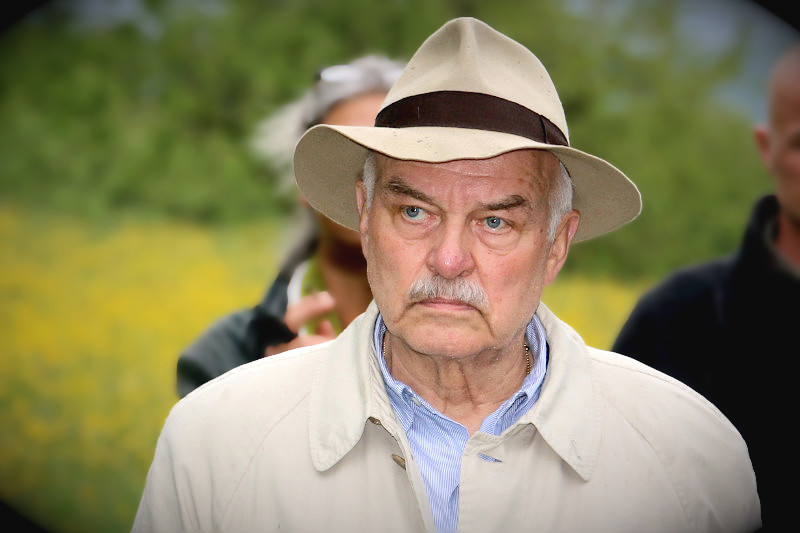
Charles Brauer (2015)

Charles Brauer (bis 1952 Charles Knetschke; * 3. Juli 1935 in Berlin) ist ein deutscher Schauspieler, Autor, Hörspiel-, Hörbuch- und ehemaliger Synchronsprecher.
In seiner Schauspielkarriere, die sich über 70 Jahre erstreckt, wirkte er bislang in über 130 Film- und Fernsehproduktionen. Einem breiten Publikum wurde er unter anderem als Hamburger Tatort-Kommissar Peter Brockmöller bekannt, den er zwischen 1986 und 2001 spielte.

## Leben

### Film und Fernsehen
Charles Brauer gab 1946 im Alter von 11 Jahren in Gerhard Lamprechts DEFA-Nachkriegsdrama Irgendwo in Berlin sein Schauspieldebüt. Bereits als junger Mann von 25 Jahren schrieb er mit seiner Rolle des Heinz Schölermann, Sohn des Familienchefs Matthias Schölermann (Willy Krüger), Fernsehgeschichte in der ersten deutschen Familienfernsehserie Familie Schölermann.
Brauer hatte kleinere Rollen in zwei Schimanski-Tatort-Folgen: Grenzgänger (1981) und Zahn um Zahn (1987). In der 1985 ausgestrahlten Mini-Serie Jenseits der Morgenröte, die kurz nach dem Dreißigjährigen Krieg spielt, war er als Jesuitenpater Pereira zu sehen. Einem breiten Publikum wurde Brauer ab 1986 an der Seite von Manfred Krug als singender („Swinging Cops“) Hamburger Tatort-Kommissar Peter Brockmöller bekannt, den er bis 2001 in 38 Folgen verkörperte. Daneben schlüpfte er 1990 in der ARD-Fernsehserie Abenteuer Airport in mehreren Folgen in die Haut des Zollinspektors Bronnen. In der ZDF-Serie Unser Lehrer Doktor Specht verkörperte er von 1992 bis 1995 in 29 Folgen neben Robert Atzorn den Schuldirektor Julius Hartlaub. In der Familienserie Samt und Seide agierte er von 2000 bis 2005 in 113 Folgen als Wilhelm Althofer, Direktor eines Augsburger Textilunternehmens.
Brauer übernahm in zahlreichen Fernsehserien und -reihen Gastrollen, u. a. in den Liebesromanzen Rosamunde Pilcher, Utta Danella, Katie Fforde oder in Krimiformaten wie Die Kommissarin, Mona M. – Mit den Waffen einer Frau, Stubbe – Von Fall zu Fall, Zorn und Großstadtrevier. 2013 spielte er in Wolf Gremms Filmdrama Im Fluss des Lebens, basierend auf einer Novelle von Ruth-Maria Kubitschek, die männliche Hauptrolle des Anwalts Dr. Richard Gutmann.

### Ausbildung und Theater
Nachdem er bereits in Film und Fernsehen erste Rollen gespielt hatte, nahm Brauer Schauspielunterricht an der Max-Reinhardt-Schule für Schauspiel in Berlin. Prägend war ab 1954 seine Zeit am Deutschen Schauspielhaus in Hamburg unter Gustaf Gründgens; er gehörte danach 20 Jahre zum Ensemble. Von 1984 bis 1987 war der Schauspieler am Württembergischen Staatstheater Stuttgart als Bassa Selim in Mozarts Singspiel Die Entführung aus dem Serail zu sehen.
Von 1997 bis 2000 übernahm Brauer die Rolle des Henry Higgins in dem Musical My Fair Lady am Theater & Philharmonie Essen und spielte von 1998 bis 2004 die Titelrolle in dem Bühnenstück Der Fall Furtwängler. An der Komödie Düsseldorf war er 2005 als Willie in dem Stück Sonny Boys besetzt. In den Jahren 2007/2008 spielte er im Schauspielhaus Bochum den Big Daddy in Tennessee Williams’ Theaterstück Die Katze auf dem heißen Blechdach und im Anschluss daran bis 2009 den Ezra in Eugene O’Neills Drama Trauer muss Elektra tragen. Im Ernst-Deutsch-Theater in Hamburg war er 2010 als Wladimir in Samuel Becketts Theaterstück Warten auf Godot zu sehen. In Molières Komödie Tartuffe verkörperte er 2012/2013 den Orgon, wiederum am Ernst-Deutsch-Theater. Bei den Salzburger Festspielen 2016 trat er in Shakespeares Theaterstück Der Sturm als Gonsalo auf, ein alter Rat, der ehrlich mit dem König umgeht. Im April/Mai 2018 schlüpfte Brauer am Ernst-Deutsch-Theater in die Rolle des Alex Priest in Simon Stephens’ Bühnenstück Heisenberg, das nur insoweit mit dem berühmten Physiker etwas zu tun hat, als auf Heisenbergs Unschärferelation angespielt wird, wonach der beobachtete Gegenstand sich durch nähere Betrachtung unweigerlich verändert, was auch auf Menschen zutrifft.

### Sprechertätigkeiten
Neben seinen Arbeiten vor der Kamera und auf der Bühne betätigte Brauer sich als Synchronsprecher und lieh seine Stimme u. a. Adolphe Menjou in Marokko (1930), Basil Rathbone in Frankensteins Sohn (1939), Todd Karns in Ist das Leben nicht schön? (1946), David McCallum in Die Farm der Verfluchten (1957), Fabian in Geheimnis im blauen Schloß (1965), Stephen Brooks in der Krimiserie FBI (1965–1974), Sal Mineo in Krakatoa – Das größte Abenteuer des letzten Jahrhunderts (1969), Donald Sutherland in Der große Eisenbahnraub (1979) sowie Roy Scheider in In der Stille der Nacht (1982). Charles Brauer ist zudem der Stammsprecher der deutschen Hörbücher des US-amerikanischen Schriftstellers John Grisham.
1964 war Brauer als Hörspielsprecher neben Joseph Offenbach als Hadschi Halef Omar und dem ebenfalls jungen Uwe Friedrichsen als Der Schut Hauptsprecher als Kara Ben Nemsi in einer der ersten Vertonungen des Karl-May-Romans Der Schut.
In den Jahren 1993 und 1994 moderierte Brauer das RTL-Vermisstenmagazin Spurlos, das in Hamburg aufgezeichnet wurde und mit über 5 Millionen Zuschauern sehr erfolgreich war.

### Privates
Charles Brauer war von 1966 bis 1976 mit der Schauspielerin Witta Pohl (1937–2011) verheiratet. Aus der Ehe mit Pohl entstammen Zwillinge. Danach war er mit der Schauspielerin Lisi Mangold (1950–1986) bis zu ihrem Tod lange Jahre liiert. Er lebt mit seiner zweiten Frau, der Bühnenbildnerin Lilot Hegi, und dem gemeinsamen Sohn im Schweizer Kanton Basel-Landschaft.

## Filmografie

### Kino
- 1946: Irgendwo in Berlin
- 1948: Und wieder 48
- 1953: Christina
- 1955: Reifende Jugend
- 1955: Alibi
- 1958: Ist Mama nicht fabelhaft?
- 1972: Der Stoff aus dem die Träume sind
- 1974: Die Verrohung des Franz Blum
- 1977: Generale – Anatomie der Marneschlacht
- 1982: Neonstadt
- 1984: Weltuntergang
- 1985: Wodzeck
- 1985: Zahn um Zahn
- 1986: Rosa Luxemburg
- 2001: Als Großvater Rita Hayworth liebte
- 2008: Echte Wiener – Die Sackbauer-Saga
- 2010: Echte Wiener 2 – Die Deppat’n und die Gspritzt’n
- 2017: Das letzte Mahl
- 2019: Karl (Kurzfilm)

### Fernsehen

#### Fernsehfilme
- 1964: Das Gespenst von Canterville
- 1965: Der Raub der Sabinerinnen
- 1965: Die Chinesische Mauer
- 1966: Geibelstraße 27 (Fernsehspiel)
- 1967: Egmont
- 1969: Die Räuber
- 1969: Nennen Sie mich Alex
- 1970: Claus Graf Stauffenberg
- 1970: Maximilian von Mexiko
- 1974: Die Jungfrau von Orleans
- 1980: Sierra Madre
- 1981: Ein Zug nach Manhattan
- 1989: Affäre Nachtfrost
- 1989: Untergrund
- 1991: Die Jüdin von Toledo
- 1996: Willi und die Windzors
- 2002: Unser Papa, das Genie
- 2003: Lotti auf der Flucht
- 2004: Liebe ist die beste Medizin
- 2006: Der See der Träume
- 2008: Hilfe, meine Schwester kommt!
- 2010: Wer zu lieben wagt
- 2013: Nur mit Euch!

#### Fernsehserien und -reihen
- 1954–1960: Familie Schölermann (110 Folgen)
- 1961: Am Abend ins Odeon (2 Folgen)
- 1966: Intercontinental Express (Folge Des Rätsels Lösung)
- 1967, 1968: Polizeifunk ruft (Folgen Das Mädchen von der Autobahn und Der Spindmarder)
- 1970: Hamburg Transit (Folge Ticket nach Rio)
- 1981: Tatort: Grenzgänger
- 1982: Derrick (Folge Eine Rose im Müll)
- 1982: Ein Fall für zwei (Folge Kratzer im Lack)
- 1983: Die Krimistunde (Folge Knopfdruck für einen Chinesen)
- 1983: Der Androjäger (Folge Ganz einfach, wenn man’s kann)
- 1985: Jenseits der Morgenröte (6 Folgen)
- 1986–2001: Tatort (→ Folgen siehe Stoever und Brockmöller)
- 1987: Christian Rother – Bankier für Preussen (Folge Die Armut des Siegers)
- 1990: Derrick (Folge Der Augenblick der Wahrheit)
- 1990: Abenteuer Airport (5 Folgen)
- 1992–1995: Unser Lehrer Doktor Specht (29 Folgen)
- 1993: Wolffs Revier (Folge Roulette)
- 1994–1997: Frauenarzt Dr. Markus Merthin (18 Folgen)
- 1994: Die Kommissarin (Folge Der einsame Wolf)
- 1995: Für alle Fälle Stefanie (Folge In Bedrängnis)
- 1996: Die Straßen von Berlin (Folge Die letzte Fahrt der Ashanti Star)
- 1996: Mona M. – Mit den Waffen einer Frau (Folge Die Quelle)
- 1997: Frauenarzt Dr. Markus Merthin (17 Folgen)
- 2000–2005: Samt und Seide (113 Folgen)
- 2005: Rosamunde Pilcher – Über den Wolken
- 2008: Utta Danella – Das Geheimnis unserer Liebe
- 2013: Großstadtrevier (Folge Swingtime)
- 2013: Morden im Norden (Folge Auf Herz und Nieren)
- 2013: SOKO Köln (Folge Ein Fall für Camilla)
- 2013: Stubbe – Von Fall zu Fall: Tödliche Bescherung
- 2015: Kreuzfahrt ins Glück – Hochzeitsreise nach Montenegro
- 2016: Der Bulle und das Landei – Goldrausch
- 2016: Zorn – Wie sie töten
- 2018: Katie Fforde: Mama allein zu Haus
- 2019: Großstadtrevier (Folge Duell auf der Rennbahn)

## Hörspiele und Hörbücher (Auswahl)
- 1964: Der Schut. Hörspiel nach Karl May, LP, Philips 840 490 QY (Stereofassung).
- 1998: John Grisham – Der Regenmacher (Hörbuch), ISBN 3-455-30113-4
- 1999: John Grisham – Der Partner (Hörbuch), ISBN 3-455-30131-2
- 2000: Nobiltà. von Donna Leon, Steinbach sprechende Bücher, Hörbuch, CD, ISBN 3-88698-760-4.
- 2000: Tatort – Die Songs.zusammen mit Manfred Krug (Audio-CD – 2000), Warner.
- 2000: John Grisham – Das Testament (Hörbuch), Random House Audio, ISBN 3-453-17300-7
- 2001: John Grisham – Die Firma (Hörbuch), ISBN 3-453-19858-1
- 2001: John Grisham – Die Bruderschaft (Hörbuch), ISBN 3-453-18881-0
- 2002: John Grisham – Der Richter (Hörbuch), ISBN 3-453-21504-4
- 2003: John Grisham – Die Schuld (Hörbuch), ISBN 3-550-09070-6
- 2003: John Grisham – Das Urteil (Hörbuch), ISBN 3-550-09080-3
- 2003: Sándor Márai – Die Fremde (Hörbuch), gemeinsam mit Marlen Diekhoff und Katja Riemann, ISBN 3-89903-129-6
- 2004: John Grisham – Die Liste (Hörbuch), ISBN 3-550-09117-6
- 2004: John Griesemer – Rausch (Hörbuch), ISBN 978-3-86604-590-3
- 2004: Sándor Márai – Die Fremde (Hörbuch), ISBN 3-89903-223-3
- 2005: John Grisham – Die Begnadigung (Hörbuch), ISBN 3-89830-918-5
- 2005: Joseph Conrad – Herz der Finsternis (Hörbuch), ISBN 978-3-86604-589-7
- 2005 Joseph Conrad – Freya von den sieben Inseln (Hörbuch); ISBN 978-3-936384-59-8
- 2006: Der Schut. Wiederveröffentlichung der 1964er Fassung auf CD (Stereo), Karussell 06025 1702758.
- 2006: John Grisham – Der Gefangene (Hörbuch), ISBN 3-86604-296-5
- 2007: Joseph Conrad – Der Nigger von der Narzissus (Hörbuch); ISBN 978-3-86648-005-6
- 2008: John Grisham – Berufung (Hörbuch), ISBN 978-3-86604-885-0
- 2009: John Grisham – Der Anwalt (Hörbuch), ISBN 978-3-8371-0132-4
- 2010: John Grisham – Das Gesetz (Hörbuch), ISBN 978-3-8371-0457-8
- 2010: Theodor Fontane : Ein Sommer in London (Hörbuch), ISBN 978-3-89964-236-0
- 2011: John Grisham – Das Geständnis (Hörbuch), ISBN 978-3-8371-0903-0
- 2012: John Grisham – Verteidigung (Hörbuch), ISBN 978-3-8371-1542-0
- 2013: John Grisham – Das Komplott (Hörbuch), ISBN 978-3-8371-2138-4
- 2013: Robert Louis Stevenson: Die Schatzinsel (Hörbuch), Random House Audio, ISBN 978-3-8371-2066-0
- 2014: John Grisham – Die Jury (Hörbuch), ISBN 978-3-8371-2511-5.
- 2014: John Grisham – Die Erbin (Hörbuch), ISBN 978-3-8371-2480-4.
- 2015: John Grisham – Anklage (Hörbuch), ISBN 978-3-8371-2481-1.
- 2016: John Grisham – Der Gerechte (Hörbuch), ISBN 978-3-8371-3193-2.
- 2017: Manfred Krug – Seine Lieder. CD, Künstlerhafen GmbH, 0012-2KHA LC52209.
- 2017: John Grisham – Bestechung (Hörbuch) ISBN 978-3-8371-3790-3.
- 2018: John Grisham – Forderung (Hörbuch), ISBN 978-3-8371-3195-6.
- 2019: John Grisham – Das Bekenntnis (Hörbuch), ISBN 978-3-8371-4538-0.
- 2020: John Grisham – Die Wächter (Hörbuch), ISBN 978-3-8371-4611-0 (ungekürzt bei Audible)
- 2020: John Grisham – Das Manuskript (Hörbuch), ISBN 978-3-8371-5294-4 (ungekürzt bei Audible)
- 2021: John Grisham – Der Polizist (Hörbuch), Random House Audio, ISBN 978-3-8371-5539-6 (ungekürzt bei Audible)
- 2021: Charles Dickens: Eine Weihnachtsgeschichte (A Christmas Carol), Hörbuch, Random House Audio, ISBN 978-3-8371-5681-2.
- 2021: John Grisham – Das Talent (Hörbuch), Random House Audio, ISBN 978-3-8371-5872-4.
  - 2021 selbiges als ungekürzter Hörbuch-Download, ISBN 978-3-8371-5874-8.
- 2022: Theodor Fontane – Erzählungen (Hörbuch), Der Audio Verlag, ISBN 978-3-7424-2337-5.
- 2022: John Grisham – Der Verdächtige (Hörbuch), Random House Audio, ISBN 978-3-8371-5901-1.
  - 2022: selbiges als ungekürzter Hörbuch-Download, ISBN 978-3-8371-5903-5.
- 2022: John Grisham – Die Heimkehr (Hörbuch), Random House Audio, ISBN 978-3-8371-6326-1.
  - 2022: selbiges als ungekürzter Hörbuch-Download, ISBN 978-3-8371-6328-5.
- 2023: John Grisham – Feinde (Hörbuch-Download), Random House Audio, ISBN 978-3-8371-6453-4.
- 2023: Die blaue Mütze – Und andere Geschichten aus meinem Leben (Hörbuch, Autorenlesung), Finch&Zebra/Audible.
- 2024: John Grisham – Die Entführung (Hörbuch-CD), Random House Audio, ISBN 978-3-8371-6509-8.
  - 2024: John Grisham – Die Entführung (Hörbuch-Download, ungekürzt, Audible), Random House Audio, ISBN 978-3-8371-6511-1.
- 2024: Gruselserie (12): Der Unsichtbare – Injektion des Bösen. Hörspiel, EUROPA-Verlag – als Mister Browden
- 2025: John Grisham – Die Legende (Hörbuch-Download, Camino – Band 3), Random House Audio, ISBN 978-3-8371-6857-0

## Auszeichnungen
- 2001: Goldene Kamera für seine Rolle des Peter Brockmöller im NDR-Tatort (gemeinsam mit Manfred Krug)
- 2001: Goldene Schallplatte für die Songs des NDR–Tatort
- 2004: Hörbuchpreis „Der Osterwold“ des Hamburger Hörverlages
- 2024: Deutscher Schauspielpreis 2024: Ehrenpreis für das Lebenswerk[1]